# Mistrovství světa v alpském lyžování 1939
9. Mistrovství světa v alpském lyžování se konalo v roce 1939 v polském Zakopaném.

## Medailisté

### Muži
| Soutěž    | Zlato              | Stříbro         | Bronz          |
| Sjezd     | Hellmut Lantschner | Josef Jennewein | Karl Molitor   |
| Slalom    | Rudolf Rominge     | Josef Jennewein | Wilhelm Walch  |
| Kombinace | Josef Jennewein    | Wilhelm Walch   | Rudolf Rominge |

### Ženy
| Soutěž    | Zlato            | Stříbro       | Bronz       |
| Sjezd     | Christl Cranzová | Lisa Resch    | Helga Gödl  |
| Slalom    | Christl Cranzová | Gritli Schaad | May Nilsson |
| Kombinace | Christl Cranzová | Gritli Schaad | Lisa Resch  |

## Přehled medailí
| Pořadí         | Stát           | Zlato | Stříbro | Bronz | Celkově |
| 1              | Německo        | 5     | 4       | 3     | 12      |
| 2              | Švýcarsko      | 1     | 2       | 2     | 5       |
| 3              | Švédsko        | -     | -       | 1     | 1       |
| Medailové sady | Medailové sady | 6     | 6       | 6     | 18      |